# 奥田朋子
奥田 朋子（おくだ ともこ、1983年4月21日 - ）は、日本の女子プロボクサー。岐阜県各務原市出身。鶯谷高等学校、立命館大学文学部卒業。堺春木スポーツジム所属。第2代日本女子バンタム級王者、第7代OPBF東洋太平洋女子同級王者。第6代WBO女子世界スーパーフライ級王者。

## 来歴
高校、大学では柔道部で活躍し、卒業後は高校の保健体育教諭を務める。
ある時、怪我のため入院し、その際に井岡一翔の世界タイトルマッチを目にしたのがきっかけで、30歳でボクシングを始めた。
2015年4月5日、ミツキボクシングジム所属として後の日本・東洋太平洋女子フェザー級王者藤原芽子相手にデビューも、4回KO負け。
12月6日、稲森綾子に判定で初勝利。4連勝まで伸ばす。
2018年8月20日、初の後楽園ホールで日本女子バンタム級王座挑戦者決定戦として若狭与志枝と対戦も判定負け。
2019年9月16日、堺市大浜体育館にて元極真空手世界王者の谷山佳菜子とOPBF東洋太平洋・日本女子バンタム級王座決定戦に挑むが引き分けのため王座獲得は持ち越し。
2020年1月28日、後楽園ホールにて谷山との再戦を負傷判定で勝利し2冠獲得。
12月13日、エディオンアリーナ大阪第第二競技場にて吉田実代が持つWBO女子世界スーパーフライ級王座に挑戦。初回にダウンを奪うも、5回に偶然のバッティングが起こり一旦試合停止、6回で試合続行不可能となるが、3-0の負傷判定で勝利し世界王座奪取に成功。
2021年6月29日、後楽園ホールにて初防衛戦として吉田実代とダイレクトリマッチを行うが、1-2判定で王座陥落。
2022年、ミツキジムの春木博志元会長が立ち上げた堺春木スポーツジムに移籍。
8月20日、移籍初戦かつ初の海外戦としてオーストラリア・メルボルンで元WBC女子バンタム級王者スージー・ラマダンとノンタイトル53キロ契約8回戦を行うが、判定負け。
2023年3月30日、後楽園ホールでの「VICTORIVA vol.11」にて東洋太平洋女子フライ級王者チャオズ箕輪とノンタイトル8回戦で対戦。しかし0-2（75-77×2、76-76）の判定で敗れる。
12月24日、ソフィア堺にてチッタマート・ポンムター相手に8回戦を行い、2回TKOで3年ぶり勝利を飾った。
2024年3月を以て8年間勤務していた高校を退職。
2024年6月14日、後楽園ホールでの「VICTORIVAvol.14」にてWBOアジアパシフィック女子スーパーフライ級王座決定戦としてチャオズ箕輪と再戦し、1回1分43秒TKO負けで王座獲得ならず。

## 戦績
- プロ：16戦8勝2KO6敗2分

| 戦           | 日付           | 勝敗 | 時間    | 内容         | 対戦相手                 | 国籍           | 備考                                                |
| ------------ | -------------- | ---- | ------- | ------------ | ------------------------ | -------------- | --------------------------------------------------- |
| 1            | 2015年4月5日   | ★    | 4R      | KO           | 藤原芽子（真正）         | 日本           | プロデビュー戦                                      |
| 2            | 2015年12月6日  | ☆    | 4R      | 判定 3-0     | 稲森綾子（千里馬神戸）   | 日本           |                                                     |
| 3            | 2016年7月20日  | ☆    | 4R      | 判定 2-0     | 満田美紀（姫路木下）     | 日本           |                                                     |
| 4            | 2016年12月18日 | ☆    | 4R      | 判定 3-0     | 満田美紀（姫路木下）     | 日本           |                                                     |
| 5            | 2017年6月4日   | ☆    | 4R      | 判定 3-0     | 森田綾（ヨシヤマ）       | 日本           |                                                     |
| 6            | 2017年12月9日  | △    | 6R      | 判定 0-1     | ハヤシトモ（姫路木下）   | 日本           |                                                     |
| 7            | 2018年8月20日  | ★    | 6R      | 判定 1-2     | 若狭与志枝（花形）       | 日本           |                                                     |
| 8            | 2018年12月24日 | ☆    | 3R      | TKO          | アンチャリー・マンコン   | タイ           |                                                     |
| 9            | 2019年9月16日  | △    | 8R      | 判定 0-1     | 谷山佳菜子（ワタナベ）   | 日本           | OPBF東洋太平洋女子・日本女子バンタム級王座決定戦    |
| 10           | 2020年1月28日  | ☆    | 7R 0:47 | 負傷判定 3-0 | 谷山佳菜子（ワタナベ）   | 日本           | OPBF東洋太平洋女子・日本女子バンタム級王座決定戦    |
| 11           | 2020年12月13日 | ☆    | 6R      | 負傷判定 3-0 | 吉田実代（三迫）         | 日本           | WBO女子世界スーパーフライ級タイトルマッチ           |
| 12           | 2021年6月29日  | ★    | 10R     | 判定 1-2     | 吉田実代（三迫）         | 日本           | WBO陥落                                             |
| 13           | 2022年8月20日  | ★    | 10R     | 判定 0-3     | スージー・ラマダン       | オーストラリア |                                                     |
| 14           | 2023年3月30日  | ★    | 8R      | 判定0-2      | チャオズ箕輪（ワタナベ） | 日本           |                                                     |
| 15           | 2023年12月24日 | ☆    | 2R 1:01 | TKO          | チッタマート・ポンムター | タイ           |                                                     |
| 16           | 2024年6月14日  | ★    | 1R 1:43 | TKO          | チャオズ箕輪（ワタナベ） | 日本           | WBO女子アジアパシフィックスーパーフライ級王座決定戦 |
| テンプレート |                |      |         |              |                          |                |                                                     |

## 獲得タイトル
- 第2代日本女子バンタム級王座（防衛0=返上）
- 第7代OPBF東洋太平洋女子バンタム級王座（防衛0=返上）
- 第6代WBO女子世界スーパーフライ級王座（防衛0）